# Junior (zespół muzyczny)
Junior – polska grupa muzyczna wykonująca disco polo, założona w 1994 w Białymstoku, przez dwóch braci Tomasza i Marcina Popławskich.
Zespół ma na koncie trzy albumy. W 2007 roku drogi braci Popławskich się rozeszły. Tomasz wyleciał do Stanów Zjednoczonych, a Marcin pozostał w Polsce. W 2011 roku Tomasz Popławski nagrał w duecie z Krzysztofem Kasowskim „K.A.S.A” utwór „Zabierz ze sobą mnie”. Obecnie zespół podzielił się na 2 składy: Tomasz Popławski koncertuje w Stanach Zjednoczonych pod szyldem Junior US, natomiast Marcin pozostał w Polsce i kontynuuje zespół Junior

## Dyskografia
- Zakręcone lato (2000)[2]
- Tamte dni nie wrócą (2008)[3]
- Poczuj ten rytm (2011)[4]